# UFC Fight Night: Nogueira vs. Nelson
UFC Fight Night: Nogueira vs. Nelson foi um evento de artes marciais mistas promovido pelo Ultimate Fighting Championship, ocorrido em 11 de abril de 2014 no Yas Island, em Abu Dhabi, nos Emirados Árabes Unidos.

## Background
O evento principal foi a luta entre os pesos pesados Antônio Rodrigo Nogueira e Roy Nelson. A organização voltou a Abu Dhabi pela primeira vez depois do UFC 112, que ocorreu em 2010.
A luta entre os moscas Alptekin Özkiliç e Dustin Ortiz aconteceria nesse evento, porém uma lesão dias antes da luta tirou Özkiliç do evento.
Andrew Craig enfrentaria Chris Camozzi, porém, a luta foi cancelada no dia da pesagem devido um problema de saúde de Craig 

## Bônus da Noite
- Luta da Noite:  Clay Guida vs.  Tatsuya Kawajiri
- Performance da Noite:  Roy Nelson e  Ramsey Nijem